# Da Buscareto
La famiglia Buscareto è una famiglia marchigiana che dominò la provincia di Ancona dal XIII al XV secolo, originaria del territorio di Buscareto sito oggi nel comune di Ostra Vetere (prima chiamato Montenovo).

## Storia

### Gli inizi
La famiglia Buscareto compare per la prima volta nel XII secolo a Montenovo (oggi Ostra Vetere) con Ammazzaconte Buscareto.
Nel secolo successivo compaiono sempre nel comune di Montenovo altri due appartenenti alla famiglia: Montefeltrano e Conte di San Pietro. Questi nel 1240 si schierano con l'imperatore Federico II e la parte ghibellina ricevendone in cambio la cittadinanza onoraria di Jesi. Da questo momento inizia l'ascesa politica dei Buscareto culminata nel 1298 con la concessione del titolo di conte ad Ammazzaconte Buscareto.
Nonostante l'Italia abbia cambiato in quegli anni numerosi padroni, i Buscareto rimangono fedeli ghibellini e nel 1306 comune di Montenovo si rifiuta di partecipare al Parlamento di Montolmo convocato dalla parte guelfa. Nel 1311, guidati dai Montefeltro e dai Buscareto, la lega delle comunanze cambia nome e si chiama Lega degli Amici delle Terre della Marca, difendendo gli interessi ghibellini.
Quando nel 1315 la lega si rende protagonista di attacchi ad Ancona e Macerata, Papa Giovanni XXII scrive una lettera a Ugolino Buscareto, figlio di Ammazzaconte, per ordinandogli di lasciare Montenovo e di presentarsi a Roma dove sarebbe stato istituito un processo a suo carico in cui era accusato di aver occupato con la violenza il castello di Montenovo, di averlo saccheggiato, di aver ucciso ed imprigionato i rappresentanti guelfi.

### L'apice della fortuna della famiglia
Verso 1330 compare per la prima volta Nicolò da Buscareto come podestà di Montenovo. Con lui la famiglia Buscareto raggiungerà l'apice della sua fortuna. Nel 1352 Nicolò, appoggiato dai Malatesta e staccatosi dai ghibellini, ottiene la signoria di Montenovo, di Serra De' Conti, di Rocca Contrada, di Corinaldo e di Belvedere Ostrense. e quando nel 1355 il cardinale Egidio Albornoz sconfigge i Malatesta nella Battaglia di Paterno, vicino ad Ancona, Nicolò Buscareto ha un ruolo determinante. Un documento dello stesso anno, infatti, riconosce ai Buscareto i loro beni e cancella i processi ancora pendenti per le ribellioni degli anni precedenti.
Nel 1360, però, Nicolò, alleatosi con i Visconti di Milano, torna a ribellarsi al potere della chiesa che non tarda a vendicarsi. L'Albornoz fa radere al suolo Corinaldo per scoraggiare ogni ribellione e conquistando Montenovo fa abbattere il castello dei Buscareto mettendo la famiglia al bando ed esiliandola fuori dalla Marca.

### Il declino
I figli di Niccolò, Giovanni e Sforza, rientreranno a Montenovo solo nel 1378, ma nonostante un tentativo di risollevare le sorti della famiglia, questi apparivano già segnate. I due fratelli sono in questo periodo podestà di Montenovo e Belvedere Ostrense seguendo una politica di alleanza con i Montefeltro e inimicizia con i Malatesta.
Nel 1390 il papa Bonifacio IX si riconcilia coi Montefeltro e riconosce ai fratelli Buscareto il vicariato su Montenovo e Belvedere dando anche loro la possibilità di ricostruire anche il loro castello a Buscareto.
Nel 1402 o 1403 muoiono, però, Giovanni e Sforza Buscareto. Il comune di Jesi, approfittando della minor età dei figli di Giovanni, Ludovico e Nicolò e di quello di Sforza, toglie alla famiglia l'autorità su Belvedere. Dopo pochi anni però si perde ogni traccia dei loro discendenti. Verso il 1440 gli ultimi Buscareto scompaiono e il loro feudo torna nelle mani della Chiesa.